# شهرستان مینرال (ویرجینیای غربی)
شهرستان مینرال، ویرجینیای غربی (به انگلیسی: Mineral County, West Virginia) یک سکونتگاه مسکونی در ایالات متحده آمریکا است که در ویرجینیای غربی واقع شده‌است.

## خصوصیات
شهرستان مینرال ۸۵۲٫۱۱ کیلومترمربع مساحت دارد.